# Mīrāsh
Mīrāsh (persiska: ميراش) är en ort i Iran.   Den ligger i provinsen Alborz, i den norra delen av landet, 80 km nordväst om huvudstaden Teheran. Mīrāsh ligger 1 920 meter över havet och antalet invånare är 572.
Terrängen runt Mīrāsh är varierad.Runt Mīrāsh är det ganska tätbefolkat, med 86 invånare per kvadratkilometer. Närmaste större samhälle är Kalīnak, 2,5 km sydost om Mīrāsh. Trakten runt Mīrāsh består i huvudsak av gräsmarker.